# Leyre Romero Gormaz
Leyre Romero Gormaz (ur. 6 kwietnia 2002) – hiszpańska tenisistka.

## Kariera tenisowa
W karierze zwyciężyła w siedmiu singlowych i pięciu deblowych turniejach rangi ITF. 7 kwietnia 2025 roku zajmowała najwyższe miejsce w rankingu singlowym WTA Tour – 124. pozycję, natomiast 30 lutego 2023 osiągnęła najwyższą pozycję w rankingu deblowym – 174. miejsce.

## Finały turniejów WTA 125
| Legenda                   | Legenda |
| ------------------------- | ------- |
| Wielki Szlem              |         |
| Igrzyska olimpijskie      |         |
| WTA Tour Championships    |         |
| od 2021                   |         |
| WTA 1000 (obowiązkowe)    |         |
| WTA 1000 (nieobowiązkowe) |         |
| WTA 500                   |         |
| WTA 250                   |         |
| WTA 125                   |         |

### Gra pojedyncza 2 (0–2)
| Końcowy wynik | Nr | Data            | Turniej   | Nawierzchnia | Przeciwniczka | Wynik finału |
| ------------- | -- | --------------- | --------- | ------------ | ------------- | ------------ |
| Finalistka    | 1. | 23 marca 2025   | Antalya 1 | Ceglana      | Anca Todoni   | 2:6, 3:6     |
| Finalistka    | 2. | 6 kwietnia 2025 | Antalya 3 | Ceglana      | Solana Sierra | 3:6, 4:6     |

### Gra podwójna 3 (3–0)
| Końcowy wynik | Nr | Data              | Turniej    | Nawierzchnia | Partnerka        | Przeciwniczki                     | Wynik finału   |
| ------------- | -- | ----------------- | ---------- | ------------ | ---------------- | --------------------------------- | -------------- |
| Zwyciężczyni  | 1. | 15 września 2024  | Lublana    | Ceglana      | Nuria Brancaccio | Lina Ǵorčeska Jil Teichmann       | 5:7, 7:5, 10–7 |
| Zwyciężczyni  | 2. | 2 listopada 2024  | Santa Cruz | Ceglana      | Nuria Brancaccio | Aliona Bolsova Wałerija Strachowa | 6:4, 6:4       |
| Zwyciężczyni  | 3. | 23 listopada 2024 | Charleston | Twarda       | Nuria Brancaccio | Kayla Cross Liv Hovde             | 7:6(6), 6:2    |

## Finały turniejów ITF
| turnieje z pulą nagród 100 000 $ (W100)  |
| turnieje z pulą nagród 80 000 $ (W80)    |
| turnieje z pulą nagród 60 000 $ (W75)    |
| turnieje z pulą nagród 40 000 $ (W50)    |
| turnieje z pulą nagród 25/30 000 $ (W35) |
| turnieje z pulą nagród 15 000 $ (W15)    |
| turnieje z pulą nagród 10 000 $          |

### Gra pojedyncza 10 (7–3)
| Rezultat     |    | Data       | Turniej           | ($)     | Naw.    | Przeciwniczka             | Wynik            |
| Zwyciężczyni | 1. | 25/07/2021 | Kair              | 15 000  | Ceglana | Tina Nadine Smith         | 7:5, 7:6(4)      |
| Zwyciężczyni | 2. | 01/08/2021 | Kair              | 15 000  | Ceglana | Luisa Meyer auf der Heide | 6:2, 6:3         |
| Zwyciężczyni | 3. | 19/06/2022 | Denain            | 25 000  | Ceglana | Aliona Bolsova            | 6:4, 3:6, 6:4    |
| Zwyciężczyni | 4. | 28/08/2022 | Oldenzaal         | 25 000  | Ceglana | Jekatierina Makarowa      | 6:4, 7:6(2)      |
| Zwyciężczyni | 5. | 11/09/2022 | Marbella          | 25 000  | Ceglana | Carlota Martínez Círez    | 6:7(2), 6:2, 6:0 |
| Zwyciężczyni | 6. | 18/09/2022 | Jablonec nad Nysą | 25 000  | Ceglana | Misaki Matsuda            | 6:1, 7:6(1)      |
| Finalistka   | 1. | 09/10/2022 | Szybenik          | 25 000  | Ceglana | Jéssica Bouzas Maneiro    | 3:6, 3:6         |
| Finalistka   | 2. | 22/10/2023 | Pula              | 25 000  | Ceglana | Veronika Erjavec          | 6:2, 4:6, 5:7    |
| Finalistka   | 3. | 19/05/2024 | Madryt            | 100 000 | Ceglana | Moyuka Uchijima           | 7:5, 4:6, 5:7    |
| Zwyciężczyni | 7. | 09/06/2024 | Caserta           | 60 000  | Ceglana | Jil Teichmann             | 6:2, 4:6, 6:4    |

### Gra podwójna 11 (5–6)
| Rezultat     |    | Data       | Turniej                   | ($)     | Naw.          | Partnerka              | Przeciwniczki                             | Wynik             |
| Zwyciężczyni | 1. | 24/07/2021 | Kair                      | 15 000  | Ceglana       | Claudia Hoste Ferrer   | Jasmijn Gimbrère Demi Tran                | 6:1, 4:6, 11–9    |
| Finalistka   | 1. | 30/04/2022 | Pula                      | 25 000  | Ceglana       | Arantxa Rus            | Justina Mikulskytė Nika Radišić           | 6:4, 5:7, 7–10    |
| Finalistka   | 2. | 26/06/2022 | Prokuplje                 | 25 000  | Ceglana       | Tara Würth             | Żybek Kułambajewa Prarthana Thombare      | walkower          |
| Zwyciężczyni | 2. | 08/07/2022 | Getxo                     | 25 000  | Ceglana       | Jéssica Bouzas Maneiro | Park So-hyun Sapfo Sakellaridi            | 7:5, 6:0          |
| Finalistka   | 3. | 23/07/2022 | Darmstadt                 | 25 000  | Ceglana       | Jéssica Bouzas Maneiro | Elena Malõgina Alice Robbe                | 5:7, 5:7          |
| Zwyciężczyni | 3. | 06/08/2022 | San Bartolomé de Tirajana | 60 000  | Ceglana       | Jéssica Bouzas Maneiro | Lucía Cortez Llorca Rosa Vicens Mas       | 1:6, 7:5, 10–6    |
| Zwyciężczyni | 4. | 10/09/2022 | Marbella                  | 25 000  | Ceglana       | Jéssica Bouzas Maneiro | Julia Riera Daniela Seguel                | 6:4, 6:2          |
| Zwyciężczyni | 5. | 11/02/2023 | Porto                     | 40 000  | Twarda (hala) | Ekaterine Gorgodze     | Matilde Jorge Tara Würth                  | 6:4, 2:6, 11–9    |
| Finalistka   | 4. | 12/08/2023 | Maspalomas                | 100 000 | Ceglana       | Arantxa Rus            | Tímea Babos Anna Bondár                   | 4:6, 6:3, 4–10    |
| Finalistka   | 5. | 09/03/2024 | Santo Domingo             | 25 000  | Twarda        | Camilla Rosatello      | Carmen Corley Ivana Corley                | 2:6, 7:6(3), 5–10 |
| Finalistka   | 6. | 02/08/2024 | Cordenons                 | 60 000  | Ceglana       | Nuria Brancaccio       | Yvonne Cavallé Reimers Aurora Zantedeschi | 5:7, 6:2, 5–10    |